# Turmhügel Rappershausen
Der Turmhügel Rappershausen, auch Turmhügel Burgkeller genannt, ist eine abgegangene frühmittelalterliche Turmhügelburg (Motte) in der Flur Burgkeller, südlich von Rappershausen, einem Teilort von Hendungen im Landkreis Rhön-Grabfeld (Bayern).

## Beschreibung
Bei dem noch gut erkennbaren Burgstall, der ungefähr 50 Meter östlich der mittelalterlichen Wüstung Uttenhausen liegt, handelt es sich wahrscheinlich um eine frühmittelalterliche Motte.
Der Burgstall liegt an einer natürlichen, nach Süden abfallenden Böschung einer Talsenke. Der Hügel ist an seiner Nord- und Ostseite durch einen rechtwinklig umbiegenden und heute noch bis zu 20 Meter breiten und zwei bis drei Meter tiefen Halsgraben gegen die etwa gleich hoch gelegene, etwas weiter auch erhöht liegende, Ebene gesichert. Der Aushub wurde offensichtlich verwendet, um den Burgstall zu erhöhen, er liegt über dem Höhenniveau der Ebene. Im Süden und im Westen wurden die vorhandenen, sechs bzw. vier Meter hohen Böschungen des abfallenden Geländes künstlich steiler gemacht, Grabenreste sind dort nicht erkennbar.
Das Plateau des Turmhügels ist in etwa rechteckig und misst von Westen nach Osten 22 Meter, sein Nord-Süd-Durchmesser beträgt 19 Meter.
Auf dem eigentlichen Burgstall fällt mittig eine Vertiefung auf, auf der zahlreiche Steine und einige Ziegelbruchstücke zu sehen sind. Allerdings sind in diesem Bereich – wahrscheinlich durch illegale Ablagerungen im unteren Bereich des Burgstalls verursacht – vereinzelt auch rezente mineralische Abfälle zu finden.
Es liegt nahe, den abgegangenen Turm der Motte im Bereich der Vertiefung zu vermuten.

## Überlieferung
Eine örtliche Sage siedelt hier die Geschichte der Jungfrau im Burgstadel an. Nach der Sage soll in der Burg ein Fräulein gewohnt haben, das auch an heiligen Sonntagen ihre Arbeiten nicht unterbrach. Da sie so den Sonntag entweihte, musste sie nach ihrem Tod in der Burg umgehen. Auch als der Burgstadel vollständig in Trümmern lag, trieb sie in der Geisterstunde ihr Unwesen und erschreckte nächtliche Wanderer.